# Izwor (obwód Płowdiw)
Izwor (bułg. Извор) – wieś w południowej Bułgarii, w obwodzie Płowdiw, w gminie Rodopi.

## Znane osoby
Urodził się tutaj Jordan Bożinow – polityk.